# Cimitero monumentale della Certosa di Ferrara

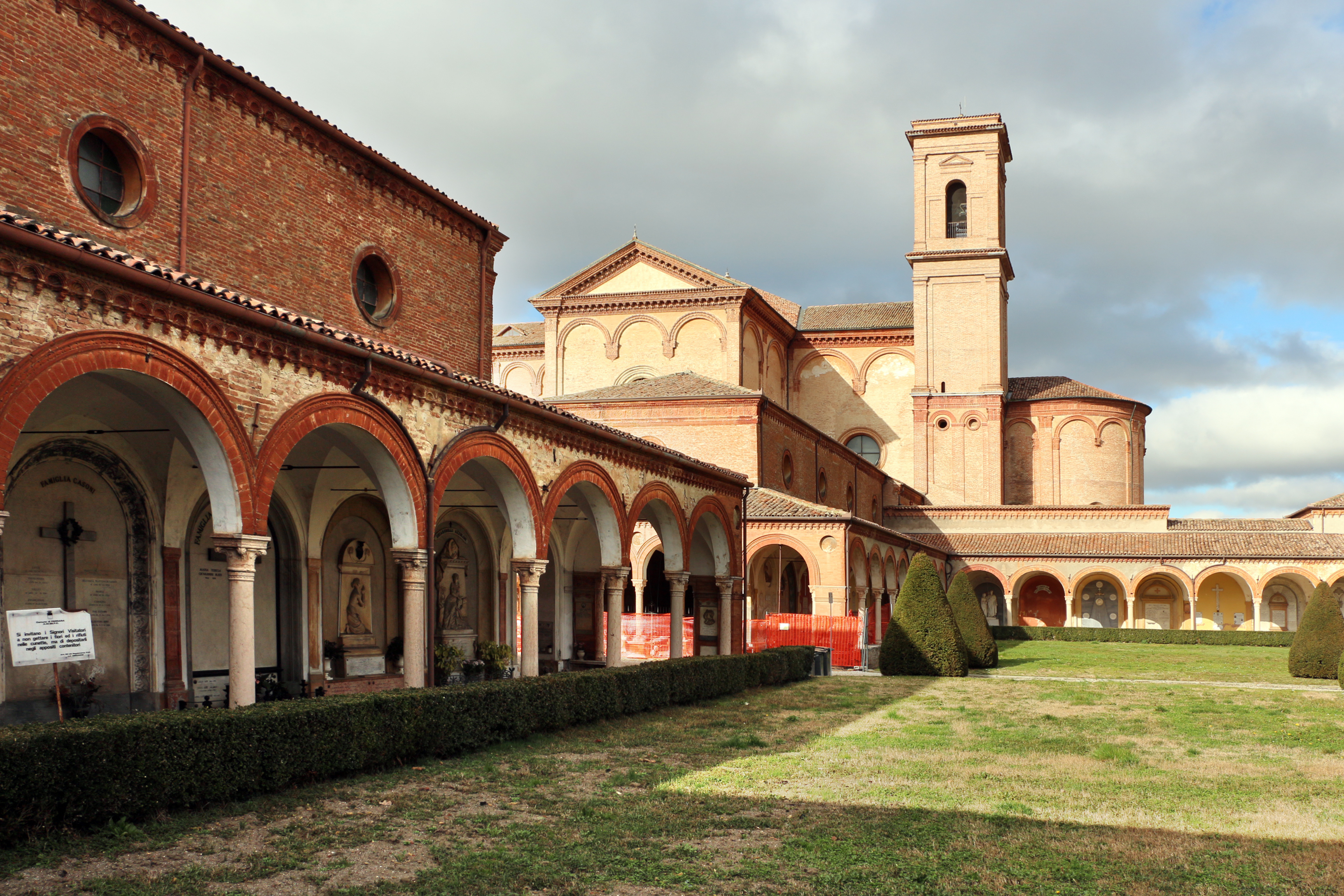
Chiesa di San Cristoforo alla Certosa vista dal primo Gran Claustro.

Il cimitero monumentale della Certosa di Ferrara è il principale luogo di sepoltura della città, situato all'interno della cinta muraria di Ferrara, incluso nell'area dell'Addizione Erculea.

## Storia

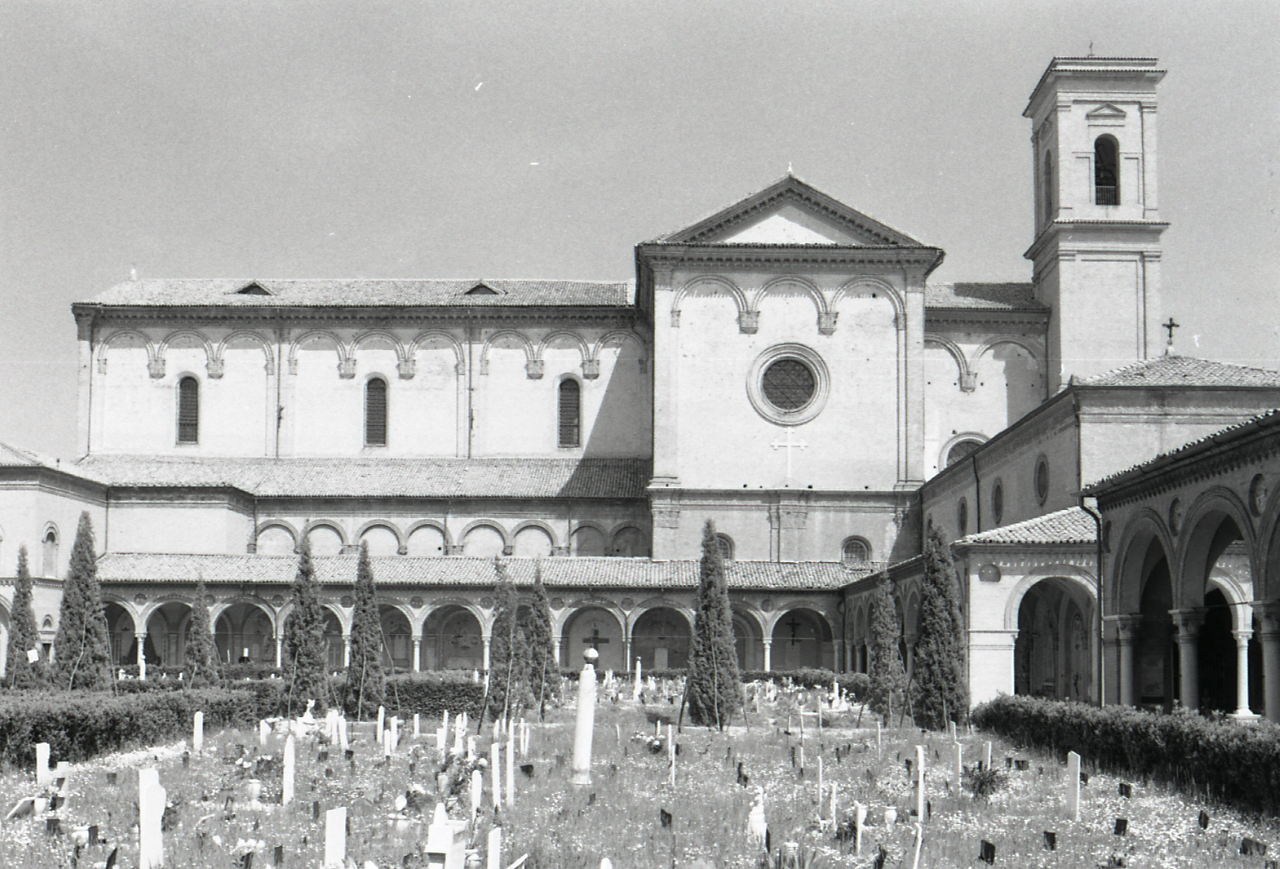
Vista del cimitero della Certosa nel 1969 in una foto di Paolo Monti.

Il complesso (che include anche la chiesa di San Cristoforo alla Certosa) venne fondato originariamente come monastero certosino nel 1452, per volere di Borso d'Este, e sorse, come da tradizione, al di fuori delle mura (in quel periodo la cinta muraraia della città non si spingeva più a nord dell'asse poi occupato dal corso della Giovecca).
Dopo la chiusura del monastero, a seguito delle soppressioni napoleoniche, i monaci vennero cacciati e gli edifici furono adibiti a caserma militare. 
Fu poi acquistato dal comune di Ferrara e trasformato definitivamente in cimitero cittadino a partire dal 1813.
Ad occuparsi della modifica dell'area, con i portici curvi che delimitano l'ampio prato verde che porta a San Cristoforo ed ai due ingressi principali del cimitero fu l'architetto Ferdinando Canonici. Per Carlo Bassi il grande spazio verde anteriore richiama alla mente il Prato dei Miracoli, a Pisa. Le celle monacali della Certosa sono divenute, col tempo, cappelle gentilizie, e l'intero complesso è stato oggetto di ampliamenti negli anni trenta, negli anni cinquanta e negli anni settanta.
Con il sisma che ha colpito la città di Ferrara il 20 ed 29 maggio 2012 molte parti della struttura storica sono rimaste danneggiate e sono state chiuse al pubblico per il pericolo di crolli e quindi transennate.

### Il vicino cimitero ebraico

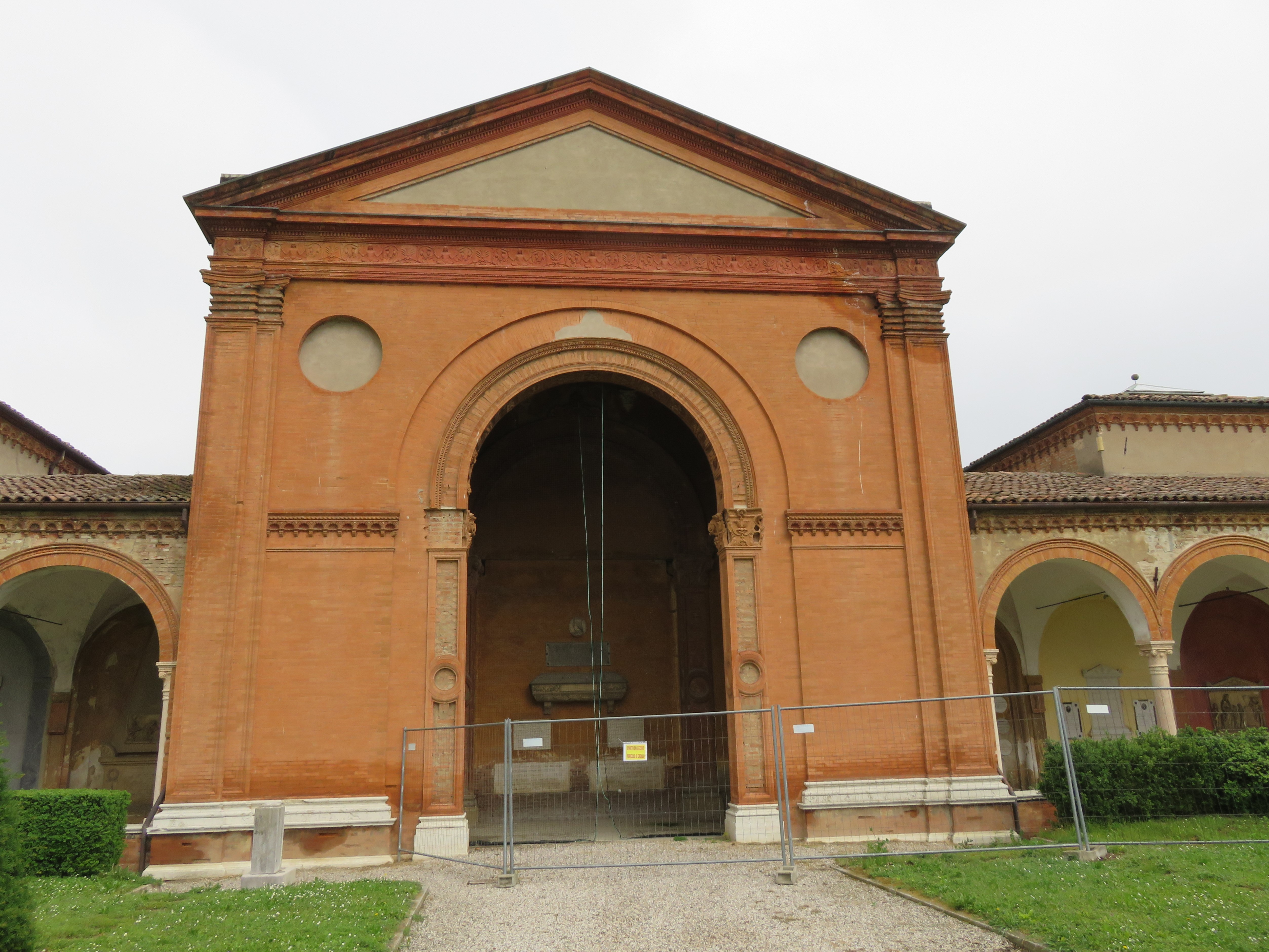
Primo Gran Claustro, Famedio con tomba di Borso d'Este.

Non lontano dalla Certosa ma nettamente separato anche per gli accessi stradali, si trova il cimitero ebraico di via delle Vigne, dove riposano, tra gli altri:
- Giorgio Bassani, scrittore, poeta e politico
- Renzo Ravenna, avvocato e politico
- Paolo Ravenna, avvocato e scrittore.

## Primo Gran Claustro con famedio di Borso d'Este
Il primo Gran Claustro (Chiostro Grande), al fianco sud della Chiesa di San Cristoforo alla Certosa, venne edificato da Pietrobono Brasavola in circa dieci anni a partire dal 1452, e il suo modello di arcata nel loggiato venne poi ripreso dall'architetto Canonici nella sua opera di ampliamento ottocentesca.
Al suo centro, sul fondo, è situato il monumento funebre a Borso d'Este.
Il sarcofago quattrocentesco si ammira oggi all'interno del famedio che venne eretto in seguito. Accanto, in un periodo antecedente all'Addizione Erculea, partiva un'antica stradina di campagna che arrivava alla zona dell'attuale piazza Ariostea.

## Secondo Gran Claustro con famedio dei Caduti in guerra e sacello dei Caduti per la Libertà
Al fianco nord della Chiesa, più vicino alle mura, negli anni trenta venne edificato il secondo Gran Claustro. Venne progettato nel 1933 da Carlo Savonuzzi.
- Il famedio dei Caduti in guerra venne ultimato solo dopo il secondo conflitto mondiale, a partire dal 20 agosto 1956. Il completamento dell'opera con l'edificazione di un Famedio destinato principalmente ai Caduti durante la prima e la seconda guerra mondiale.[5][6]
- Sacello dei Caduti per la Libertà si trova vicino al famedio dei Caduti in guerra. Il 16 novembre del 2006 vi sono state traslate le ceneri di Alda Costa. Dopo il sisma del 20 e 29 maggio 2012 l'area non è stata raggiungibile a lungo.

## Opere artistiche e monumenti funebri di personaggi celebri

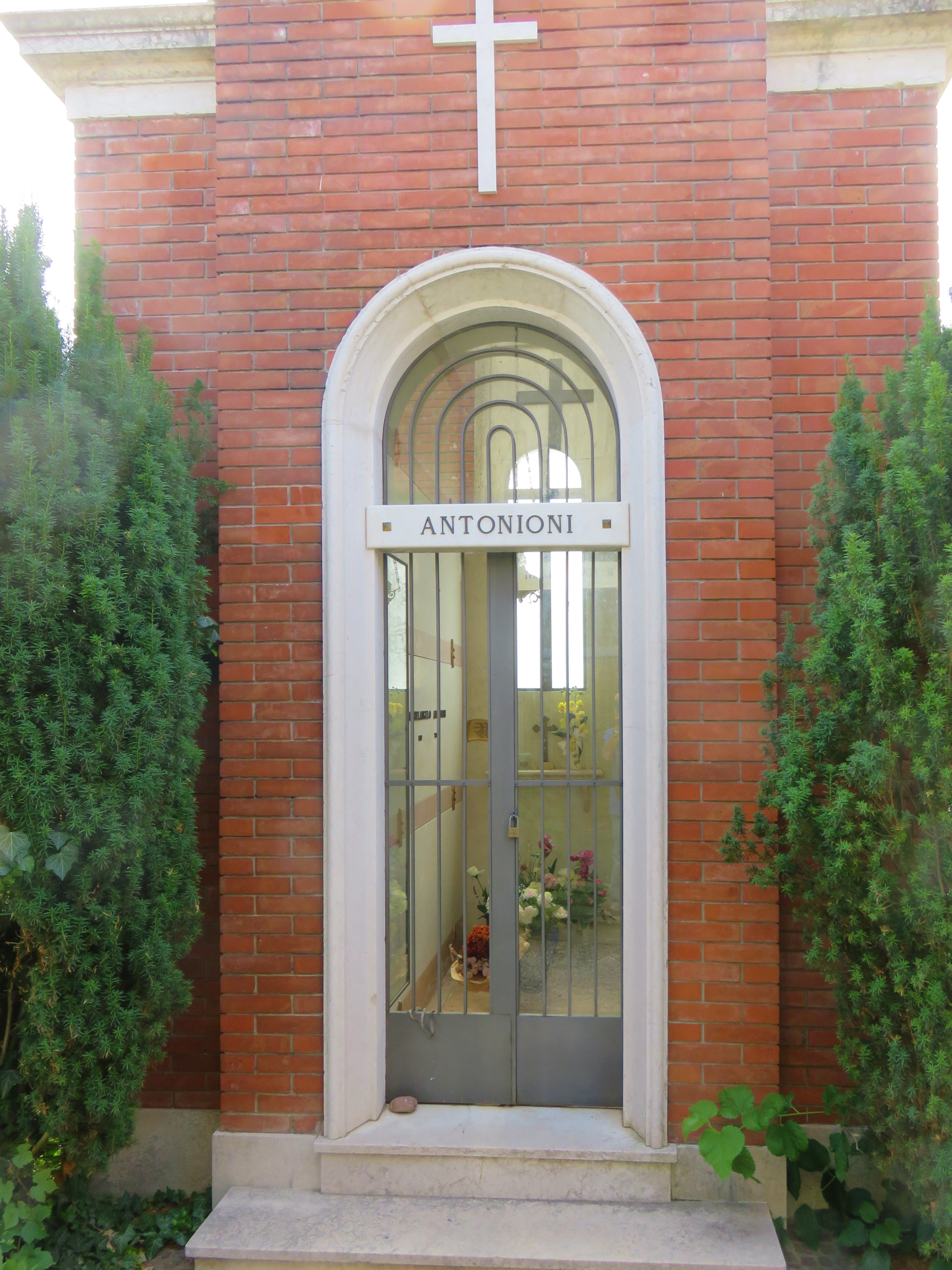
Tomba di Michelangelo Antonioni.

Nel cimitero monumentale sono presenti molti monumenti funebri di personalità importanti o opera di artisti famosi.

### A
- Giuseppe Agnelli (1856 - 1940), bibliotecario e umanista
- Conti Avogli Trotti, famiglia nobile di Ferrara, scultura di Luigi Legnani
- Michelangelo Antonioni (1912 - 2007), regista[8]

### B
- Fausto Beretta (1898 - 1936), medaglia d'oro al valor militare[9]
- Gregorio Boari (1795 - 1865), pittore e restauratore[10]
- Antonio Boldini (1799 - 1872), pittore[11]
- Giovanni Boldini (1842 - 1931), pittore; primo e nuovo monumento funebre, progettato da Carlo Savonuzzi
- Andrea Bolzoni (1689 - 1760), incisore
- Teodoro Bonati (1724 - 1820), ingegnere e accademico
- Lyda Borelli (1884 - 1959), attrice

### C
- Ferdinando Canonici (1780 - 1873), architetto[12]
- Celio Calcagnini (1479 - 1541), umanista, scienziato e diplomatico
- Giuseppe Campione (1973 - 1994), calciatore
- Lanfranco Caretti (1915 - 1995), filologo, critico letterario e accademico
- Francesco Leopoldo Cicognara (1767 - 1834), storico dell'arte e bibliografo; monumento progettato da Antonio Canova
- Giorgio Cini (1918 - 1949), imprenditore
- Vittorio Cini (1885 - 1977), imprenditore, politico e collezionista d'arte
- Alda Costa (1876 - 1944), docente e patriota

### D
- Everardo Dalla Noce (1928 - 2017), giornalista, critico d’arte e dirigente sportivo
- Borso d'Este (1413 - 1471), duca
- Filippo de Pisis (1896 - 1956), pittore e scrittore; monumento di Angelo Conti

### F
- Antonio Foschini (1741 - 1813), architetto

### G
- Luisa Gallotti Balboni (1913 - 1979), politica italiana
- Giulio Gatti Casazza (1869 - 1940), impresario teatrale
- Stefano Gatti Casazza (1840 - 1918) imprenditore, militare e politico
- Giuseppe Gatti Casazza (1870 - 1947), ingegnere, architetto e arredatore d’interni
- Corrado Govoni (1884 - 1965), poeta
- Carlo Grillenzoni (1814 - 1897), medico

### M
- Carlo Mayr (1810 - 1882), avvocato e politico
- Paolo Mazza (1901 - 1981), allenatore di calcio e dirigente sportivo
- Giuseppe Mazzolani (1842 - 1916), ritrattista e restauratore
- Giuseppe Mentessi (1857 - 1931), pittore e docente
- Vincenzo Monti (1754 - 1828), poeta, scrittore, traduttore, drammaturgo e accademico

### N
- Gustavo e Severino Navarra (1845 - 1907; 1847 - 1921), agricoltori[13]

### P
- Roberto Pazzi (1946 - 2023), scrittore, poeta e giornalista
- Gaetano Previati (1852 - 1920), pittore

### R
- Giulio Righini (1884 - 1965), accademico

### S
- Mario Sarto (1885 - 1955), scultore
- Carlo Savonuzzi (1897 - 1973), ingegnere
- Girolamo Savonuzzi (1885 - 1943), ingegnere
- Antonio Sturla (1894 - 1968), direttore fotografico e operatore cinematografico[14]

### T
- Benvenuto Tisi da Garofalo (1476 o 1481 - 1559), pittore

### V
- Florestano Vancini (1926 - 2008), regista e sceneggiatore

## Monumenti funebri
Alcune sepolture sono importanti dal punto di vista storico, artistico e religioso:
- Cella dei Ferraresi Illustri di Antonio Canova[16]
- Monumento funebre di Giovanni Battista Costabili Containi di Pietro Tenerani
- Busto di Francesco Bonaccioli di Camillo Torreggiani
- Cella Massari Zavaglia di Giulio Monteverde
- Tomba di Lilia Magnoni Monti di Vincenzo Consani
- Tomba Galloni di Cesare Zocchi
- Tomba Filippo Dotti di Camillo Torreggiani
- Tomba di Alessandro Strozzi di Giuseppe Maria Mazza
- Tomba Zagatti di Pietro Arcangeli
- Monumento a Teodoro Bonati di Antonio D'Este
- Tomba Lattuga di Luigi Legnani
- Tomba Vincenzo Bonetti di Camillo Torreggiani
- Tomba del marchese Villa Lancellotti di Giacomo De Maria e Bartolomeo Ferrari
- Tomba Avogli Trotti di Luigi Legnani
- Tomba di Paolo Bergami di Camillo Torreggiani
- Tomba di Augusta Maccagnani di Giacomo Zilocchi[17]
- Via Crucis di Ulderico Fabbri
- Monumento sepolcrale di Roberto Fabbri di Giovanni Pietro Ferrari
- Busto di Ambrogio Zuffi di Ambrogio Zuffi
- Il famedio dei Caduti di Carlo Savonuzzi

nonché i monumenti nel prato antistante il complesso. Oltre a queste, vi sono opere e monumenti di Pietro Canonica, Lorenzo Bartolini, Salvino Salvini,
Leonardo Bistolfi (l'angelo nella Tomba Forti e il Busto di Giorgio Baruffaldi), Arrigo Minerbi, Mario Sarto, Adolfo Magrini, Ciro Contini, Alfonso Borghesani, Libero Andreotti, Giuseppe Virgili, Enzo Nenci, Annibale Zucchini, Sergio Zanni, Maurizio Camerani e Mirella Guidetti Giacomelli ed opere di artisti minori, svariati decoratori e marmisti, nonché di artisti operanti a Ferrara, sia ferraresi che non, quali ad esempio Stefano Galletti, ferrarese.

## Conseguenze del sisma del 2012
In seguito al terremoto che ha colpito la città nel 2012 anche la Certosa ha riportato seri danni.
La chiesa di San Cristoforo è stata dichiarata inagibile e molte aree monumentali sono state chiuse ai visitatori per pericolo di crolli. In seguito sono iniziati i lavori per la messa in sicurezza di tutto il complesso.
Il complesso è tornato quasi completamente agibile a partire dalla primavera del 2019.